# I Am Mother
I Am Mother es una película australiana-estadounidense de suspense y ciencia ficción de 2019, dirigida por Grant Sputore, a partir de un guion de Michael Lloyd Green. La cinta está protagonizada por Hilary Swank, Clara Rugaard y Rose Byrne. 
Tuvo su estreno mundial en el Festival de Cine de Sundance el 25 de enero de 2019. Fue estrenada en Estados Unidos el 7 de junio de 2019 por Netflix y en Australia el 18 de julio de 2019 por StudioCanal.

## Sinopsis
Una adolescente (Clara Rugaard) es criada bajo tierra por una madre robot (Rose Byrne) diseñada para repoblar la Tierra después de un evento de extinción masiva. La inexplicable llegada de una mujer empapada de sangre (Swank) amenaza este vínculo, cuestionando todo lo que se le dijo a la niña sobre el mundo exterior. Ella comienza a explorar la naturaleza del robot y descubre la verdad de la gran misión de su Madre.

## Reparto
- Clara Rugaard como Hija.
- Rose Byrne como "Madre" (voz).
- Hilary Swank como Mujer humana herida.
- Luke Hawker como "Madre" (físico).[5]
- Hazel Sandery como Niño.

## Producción
El rodaje se completó en 2017 en Adelaide Studios, en Australia. La película es el debut cinematográfico de Sputore y está basada en un guion que estaba en la Lista Negra de 2016. El robot "Madre" fue diseñado por Weta Workshop.

## Estreno
El 12 de octubre de 2018 se proyectó un recorte de la película aún en progreso en el Festival de Cine de Adelaide. La cinta tuvo su estreno mundial en el Festival de Cine de Sundance el 25 de enero de 2019. Poco después, Netflix adquirió los derechos de distribución de la película en Estados Unidos. La película fue estrenada en Estados Unidos el 7 de junio de 2019 y en Australia el 18 de julio de 2019, a través de StudioCanal.